# Antonio Bocchetti
Antonio Bocchetti (Nápoles, 11 de junho de 1980) é um ex-futebolista italiano.